# Eleonora Baroni
Eleonora Baroni, o Leonora o Lionora, detta anche l'Adrianella o l'Adrianetta (Mantova, 26 novembre 1611 – Roma, 6 aprile 1670), è stata una musicista e cantante italiana.

## Biografia
Figlia del nobile calabrese Muzio Baroni e della cantante Adriana Basile, Eleonora Baroni fu anche nipote del poeta e letterato napoletano Giambattista Basile. Il nome di battesimo le venne dato in onore di Eleonora de' Medici, consorte del principe di Mantova Vincenzo Gonzaga, mentre il soprannome «Adrianella» le derivò dalla madre, detta per la sua avvenenza «la bella Adriana». Dotata di ottima voce, ricevette verosimilmente la prima educazione musicale da lei, divenendo presto talmente abile da superarne la fama.
Nel 1633 la famiglia Baroni si trasferì a Roma, dove ottenne la protezione del cardinale Antonio Barberini. Eleonora conosceva molte lingue, componeva sia musica che versi ed era a suo agio nella società aristocratico-mondana di Roma. Si mise pertanto in evidenza negli ambienti intellettuali dell'Urbe: frequentò l'Accademia degli Umoristi, godette fra l'altro dell'amicizia di Milton, che le dedicò tre epigrammi in latino (1638-39), e del cardinale Giulio Rospigliosi, futuro papa Clemente IX. La sua fama come cantante era tale che nel 1639 fu pubblicata un'antologia a lei dedicata, contenente composizioni poetiche di autori quali Fulvio Testi, Francesco Bracciolini, Lelio Guidiccioni e Claudio Achillini
Nel 1640 Eleonora Baroni sposò Giulio Cesare Castellani, segretario del cardinale Francesco Barberini. Nel febbraio 1644 venne chiamata a Parigi dal cardinale Mazzarino, probabilmente dopo la critica positiva del violinista André Maugars al "nuovo stile recitativo" della Baroni. Eleonora Baroni rimase col marito presso la corte di Anna d'Austria per un solo anno. Tornata a Roma, vi rimase per il resto della sua vita. Ebbe un ruolo molto importante, anche in politica, per l'ascesa al trono di Clemente IX (1667-1669), a cui sopravvisse solo pochi mesi.